# Regeringen Jonathan Motzfeldt III
Regeringen Jonathan Motzfeldt III var Grønlands tredje regering som sad fra 17. juni 1984 til 9. juni 1987. Regeringen var en flertalsregering med 7 landsstyremedlemmer fra Siumut (5) og Inuit Ataqatigiit (2).

## Regeringsdannelse
Inuit Ataqatigiit (IA) trak sig som støtteparti for den forrige Siumut-regering i marts 1984 på grund af uenighed om Grønlands fiskeriaftale med EF. Der blev udskrevet valg til afholdelse 6. juni. I det nye Inatsisartut fik Siumut og Atassut hver 11 mandater mens IA fik 3. Tre koalitionsmuligheder var mulige, og Inuit Ataqatigiits formand Aqqaluk Lynge udelukkede ikke en koalition med Atassut. Det endte med en koalition mellem Siumut og IA.

## Regeringen
Landsstyret bestod af disse medlemmer:
| Ressortområde                                      | Minister | Minister           | Tiltrådt posten  | Forlod posten    | Parti             |
| -------------------------------------------------- | -------- | ------------------ | ---------------- | ---------------- | ----------------- |
| Landsstyreformand                                  |          | Jonathan Motzfeldt | 17. juni 1984    | 9. juni 1987     | Siumut            |
| Landsstyremedlem for Fiskeri og Industri           |          | Lars Emil Johansen | 17. juni 1984    | 10. februar 1986 | Siumut            |
| Landsstyremedlem for Fiskeri og Industri           |          | Moses Olsen        | 10. februar 1986 | 9. juni 1987     | Siumut            |
| Landsstyremedlem for Økonomi                       |          | Moses Olsen        | 17. juni 1984    | 10. februar 1986 | Siumut            |
| Landsstyremedlem for Økonomi                       |          | Hans Pavia Rosing  | 10. februar 1986 | 9. juni 1987     | Siumut            |
| Landsstyremedlem for Bygder og Yderdistrikter      |          | Hendrik Nielsen    | 17. juni 1984    | 9. juni 1987     | Siumut            |
| Landsstyremedlem for Kirke, Kultur og Undervisning |          | Stephen Heilmann   | 17. juni 1984    | 9. juni 1987     | Siumut            |
| Landsstyremedlem for Handel og Erhvervsuddannelser |          | Josef Motzfeldt    | 17. juni 1984    | 9. juni 1987     | Inuit Ataqatigiit |
| Landsstyremedlem for Boliger                       |          | Aqqaluk Lynge      | 17. juni 1984    | 9. juni 1987     | Inuit Ataqatigiit |